# Oreolalax major
Oreolalax major är en groddjursart som först beskrevs av Liu och Hu 1960.  Oreolalax major ingår i släktet Oreolalax och familjen Megophryidae. IUCN kategoriserar arten globalt som sårbar. Inga underarter finns listade i Catalogue of Life.